# Gubbihal, Siruguppa
Gubbihal là một làng thuộc tehsil Siruguppa, huyện Bellary, bang Karnataka, Ấn Độ.